# Polythore beata
Polythore beata – gatunek ważki z rodziny Polythoridae. Występuje na terenie Ameryki Południowej.